# Stureby (stacja metra)
Stureby – powierzchniowa stacja sztokholmskiego metra, leży w Sztokholmie, w Söderort, w dzielnicy Enskede-Årsta-Vantör, w części Stureby. Leży na zielonej linii T19, między Svedmyrą a Bandhagen. Dziennie korzysta z niej około 1 900 osób.
Stacja znajduje się na wiadukcie między Sågverksgatan a Munksjövägen. Posiada jedno wyjście zlokalizowane na wysokości Katrineforsvägen. Stację otworzono 9 września 1951, oddano do użytku wówczas odcinek Gullmarsplan–Stureby. Do 22 listopada 1954 była to stacja końcowa linii, tego dnia oddano do użytku odcinek Stureby–Högdalen. Posiada jeden peron.

## Czas przejazdu
| Linia | Stacja          | Czas przejazdu | Stacja                                                    | Czas przejazdu                           |
| T19   | Hagsätra        | 7 min          | Gullmarsplan Slussen Gamla stan T-Centralen Alvik Åkeshov | 8 min 12 min 13 min 17 min 30 min 37 min |
| T19   | Hässelby strand | 49 min         | Gullmarsplan Slussen Gamla stan T-Centralen Alvik Åkeshov | 8 min 12 min 13 min 17 min 30 min 37 min |